# Cercle de Kati

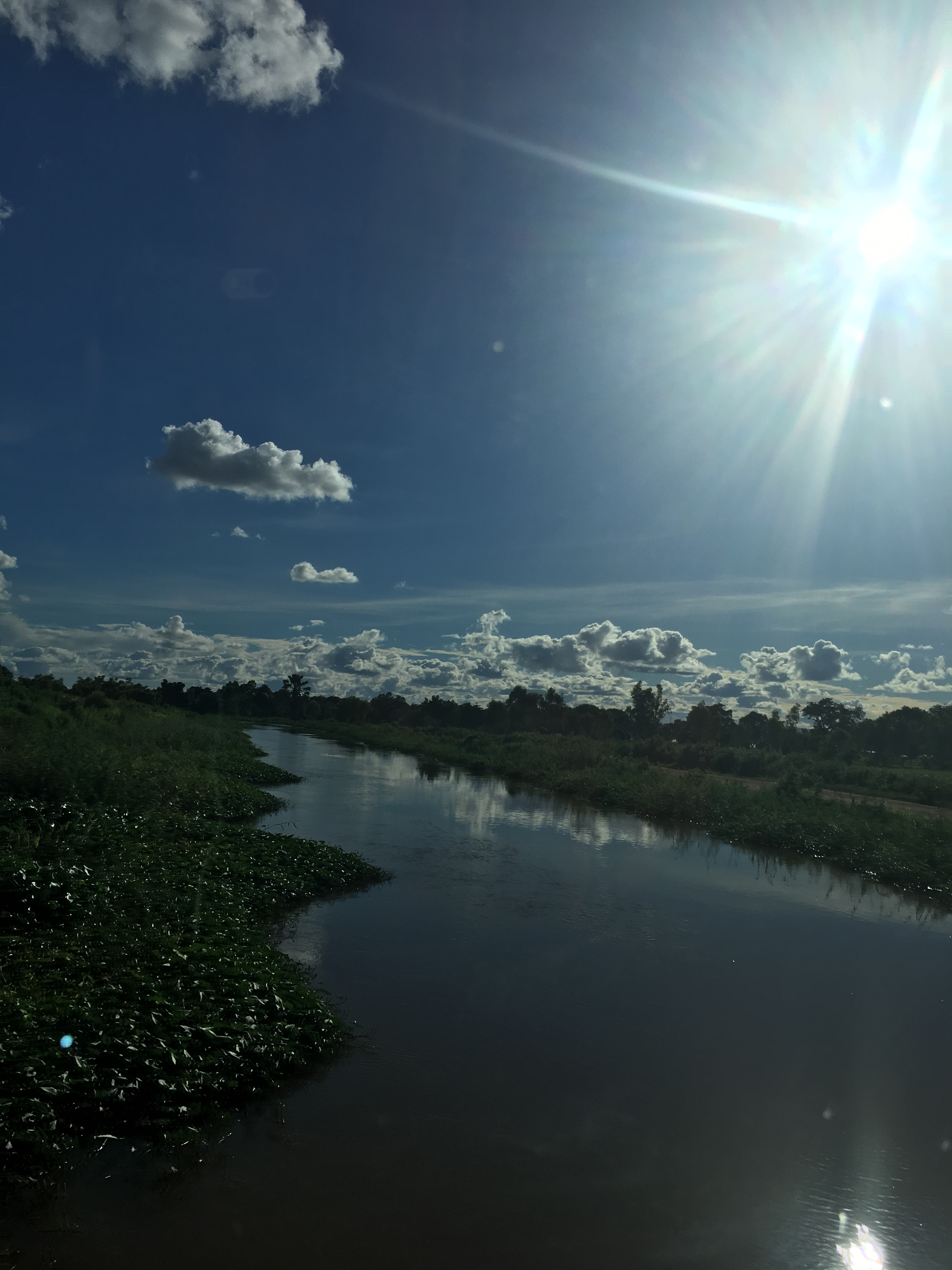
Lac dans le cercle de Kati.

Le cercle de Kati est une collectivité territoriale malienne dans la région de Koulikoro.

## Géographie
Le cercle entoure la capitale Bamako.

## Histoire
Le cercle de Kati est fondé en 1977 dans la région de Koulikoro.
Avant 2023, le cercle compte 37 communes : Baguinéda-camp, Bancoumana, Bossofala, Bougoula, Daban, Diago, Dialakoraba, Dialakorodji, Diédougou, Dio-Gare, Dogodouman, Dombila, Doubabougou, Faraba, Kalabankoro, Kalifabougou, Kambila, Kati, Kourouba, Mandé, Moribabougou, Mountoungoula, N’Gabacoro, N’Gouraba, N’Tjiba, Niagadina, Nioumamakana, Ouélessébougou, Safo, Sanankoro Djitoumou, Sanankoroba, Sangarébougou, Siby, Sobra, Tiakadougou-Dialakoro, Tiélé et Yélékébougou.
En 2023, 20 communes sont distraites du cercle de Kati. Les 4 communes de Siby, Sobra, Bancoumana et Nioumamakana pour former le cercle de Siby. Les 4 communes de Bossofala, Diédougou, Daban et N'Tjiba pour former le cercle de Néguéla. Les 3 communes de Oulessébougou, Faraba et Sanankoro Djitoumou pour former le cercle de Oulessébougou dans la région de Bougouni.

## Administration
Depuis 2023, le cercle compte 4 arrondissements, 17 communes, 260 VFQ : villages, fractions et quartiers, dont une commune urbaine : Kati. Le cercle est codé en 0204.
| Code   | Arrondissement                 |
| ------ | ------------------------------ |
| 020401 | Arrondissement central de Kati |
| 020402 | Arrondissement de Sanankoroba  |
| 020403 | Arrondissement de Baguinéda    |
| 020404 | Arrondissement de Djoliba      |

| Code     | Commune        | Chef-lieu      | VFQ |
| -------- | -------------- | -------------- | --- |
| 02040101 | Kati           | Kati           | 13  |
| 02040102 | Diago          | Diago          | 7   |
| 02040103 | Dio-Gare       | Dio-Gare       | 7   |
| 02040104 | Dombila        | Dombila        | 11  |
| 02040105 | Doubabougou    | Doubabougou    | 7   |
| 02040106 | Kalifabougou   | Kalifabougou   | 12  |
| 02040107 | Kambila        | Kambila        | 15  |
| 02040108 | Yélékébougou   | Yélékébougou   | 17  |
| 02040109 | Safo           | Safo           | 14  |
| 02040201 | Bougoula       | Bougoula       | 12  |
| 02040202 | Sanankoroba    | Sanankoroba    | 26  |
| 02040203 | Dialakoroba    | Dialakoroba    | 24  |
| 02040301 | N'Gouraba      | N'Gouraba      | 13  |
| 02040302 | Tiélé          | Tiélé          | 13  |
| 02040303 | Baguinéda-camp | Baguinéda-camp | 32  |
| 02040304 | Mountougoula   | Mountougoula   | 16  |
| 02040401 | Mandé          | Djoliba        | 21  |